# Ausstattung (Recht)
Als Ausstattung werden im deutschen Recht gemäß (§ 1624 BGB) Zuwendungen von Personen an ihre Kinder (oder gegebenenfalls Enkel) bezeichnet, die bestimmte Zwecke verfolgen. Hierzu gehören die „Begründung oder Erhaltung einer selbständigen Lebensstellung“ oder „Heirat“, Zuwendungen also, die über den gewöhnlichen Unterhalt hinausgehen.

## Rechtscharakter
Auf Ausstattungen besteht kein Rechtsanspruch, vielmehr handelt es sich um freiwillige Leistungen des Versorgers. Der Ausstattungsbegriff ist weiter gefasst als der der Aussteuer, da er sich nicht nur auf Töchter/Enkelinnen, sondern genauso auf Vertreter des männlichen Geschlechts erstreckt.
Die Ausstattung ist ein Rechtsgeschäft eigener Art und keine Schenkung. Allerdings gelten Ausstattungen, die übermäßig, also nicht den Vermögensverhältnissen der Beteiligten angemessen sind, in der weiteren rechtlichen Behandlung als Schenkungen. Die Abgrenzung zwischen Schenkung und Ausstattung kann im Einzelfall schwierig werden, ist aber von erheblicher Bedeutung, da Ausstattung und Schenkung unterschiedlichen Rechtsfolgen unterliegen. So kann die Ausstattung im Gegensatz zur Schenkung (§ 530 BGB) beispielsweise nicht wegen groben Undanks widerrufen werden. Auch unterliegt sie nicht der Schenkungsrückforderung wegen Verarmung des Schenkers (§ 528 BGB).
Das Ausstattungsversprechen unterliegt im Gegensatz zum Schenkungsversprechen (§ 518 BGB) keinem Formzwang, kann also auch mündlich vereinbart werden.

## Schenkungsteuer
Die Ausstattung unterliegt als sogenannte freigebige Zuwendung ebenso wie die Schenkung der Schenkungsteuer und im Erbfall der Erbschaftsteuer (§ 7 ErbStG).

## Betreuungsrecht
Ein rechtlicher Betreuer benötigt für die Gewährung einer Ausstattung an Kinder des Betreuten eine betreuungsgerichtliche Genehmigung § 1854 Nr. 8 BGB.

## Erbrecht
Eine Ausstattung ist gemäß § 2050 BGB zwischen Abkömmlingen auszugleichen, es sei denn, der Erblasser hat etwas anderes bestimmt.

## Pflichtteilsrecht
Im Gegensatz zu einer Schenkung unterliegt eine Ausstattung niemals der Pflichtteilsergänzung. Andererseits ist sie auch dann zur Pflichtteilsberechnung heranzuziehen, wenn sie länger als zehn Jahre zurückliegt.